# Sylvain Kassap
Sylvain Kassap   (Villemomble, 1 d'octubre de 1956) és un músic francès (clarinets, saxo alt, percussió, teclats, composició) en el camp del jazz creatiu i la música nova.

## Biografia
Sylvain Kassap va estudiar musicologia, va tocar amb Claude Barthélemy, Michel Portal i Bernard Vitet durant aquest temps, va completar els seus estudis el 1977 i després va treballar amb músics com John Surman / Barre Phillips / Stu Martin. Posteriorment va fundar la formació Molto Mobile i també va treballar amb François Tusques i des del 1980 amb Günter Sommer. El 1985 va fundar lEnsemble Saxifrages! amb Claude Barthélemy. Al llarg de la seva carrera, també ha treballat amb Phil Minton, Sam Rivers (Eight Day Journal, 1998), Yves Robert, Michel Godard, Philippe Deschepper, Bruno Chevillon, Jacques Mahieux, Eddy Louiss, Steve Lacy, Joe McPhee, Tony Coe, Okay Temiz, el Trio des Clarinettes i Anthony Ortega, però també amb Marcel Azzola. El 2006 va tocar amb el seu quartet de Didier Petit (violoncel), Arnauld Cuisinier (baix) i Edward Perraud (percussió) al Festival de Jazz de Bruges; El 2008 va aparèixer al projecte "Wyatt" de John Greaves i Hélène Labarrière al 39è Festival de Jazz Alemany de Frankfurt.
Kassap també va ser actiu com a compositor de música cinematogràfica, per exemple per a les pel·lícules Vaudeville (1986) i Grand Guignol de Jean Marbœuf i de música per a dansa i teatre. Com a intèrpret de música nova, ha enregistrat obres de Luciano Berio, John Cage, Luc Ferrari, Jacques Rebotier, François Rossé i Karlheinz Stockhausen i és membre dels conjunts Ars Nova i Laborinthus. Amb Didier Petit i Xu Fengxia forma el trio East-West improvisant lliurement des del 2010.
L'estil de Kassap uneix una gran varietat d'influències, des del free jazz fins al folklore imaginari, passant per estils de música tradicional dels Balcans i de les regions no europees.